# Ráztocké sedlo
Ráztocké sedlo (1233 m) – przełęcz w Grupie Salatynów w Niżnych Tatrach na Słowacji. Znajduje się w zachodniej części Niżnych Tatr, w ich bocznym grzbiecie pomiędzy szczytami Salatín (1630 m) i Klin (1379 m). Zachodnie stoki przełęczy opadają do doliny potoku Ráztočná, ze wschodnich spływa potok Malé Železné w Dolinie Lupczańskiej (Ľupčianska dolina).
Jest to wybitna przełęcz. Jej rejon jest trawiasty. Krzyżują się na niej dwa szlaki turystyki pieszej.

## Szlaki turystyczne
Ludrová – Ludrovská dolina – Hučiaky – Salatín – Ráztocké sedlo. Czas przejścia: 4.50 h, ↓ 4.40 h
  Liptovská Lúžna – Ráztocké sedlo. Czas przejścia: 3 h, ↓ 2.20 h
  Železné – Ráztocké sedlo. Czas przejścia: 1.15 h, ↓ 1 h

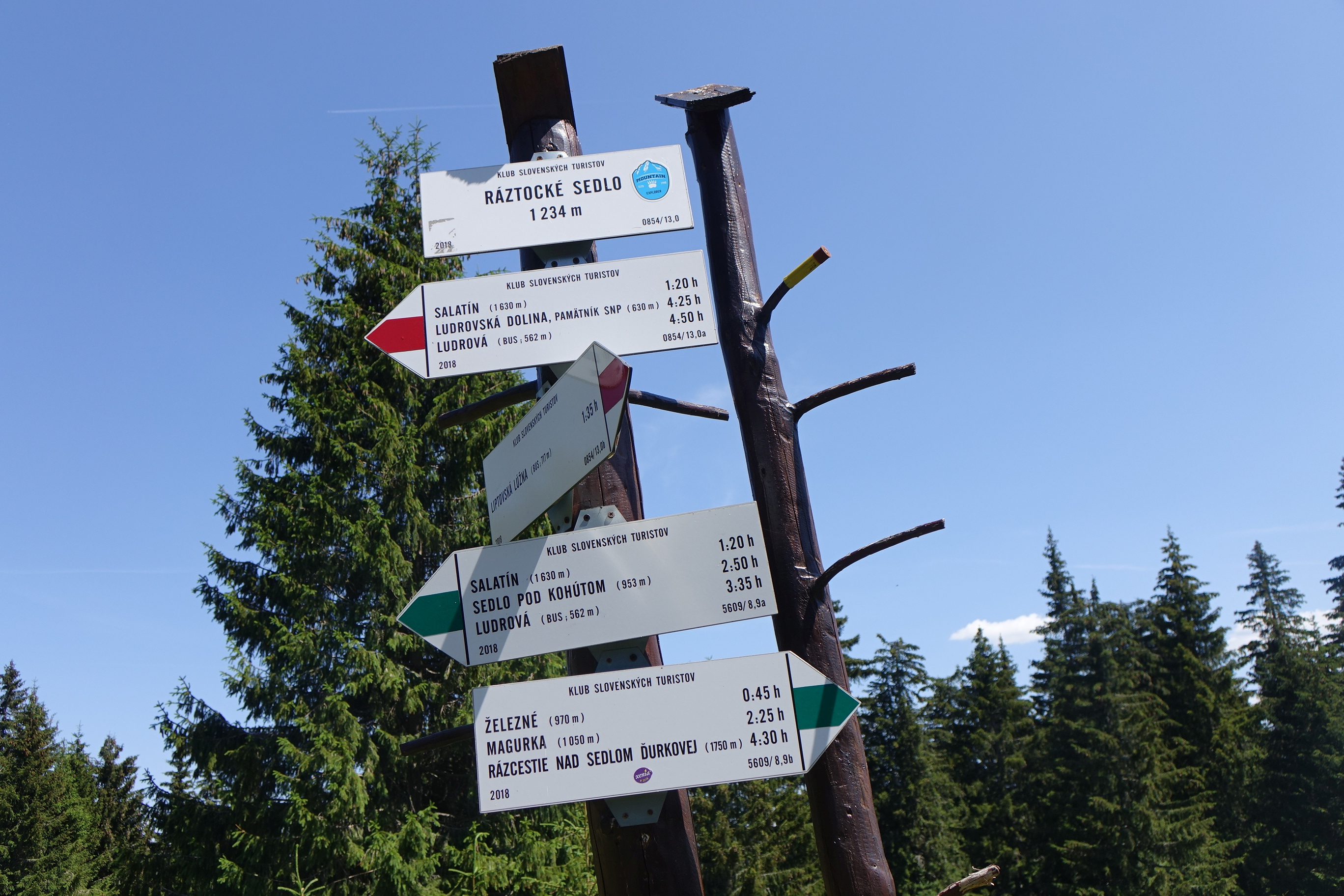
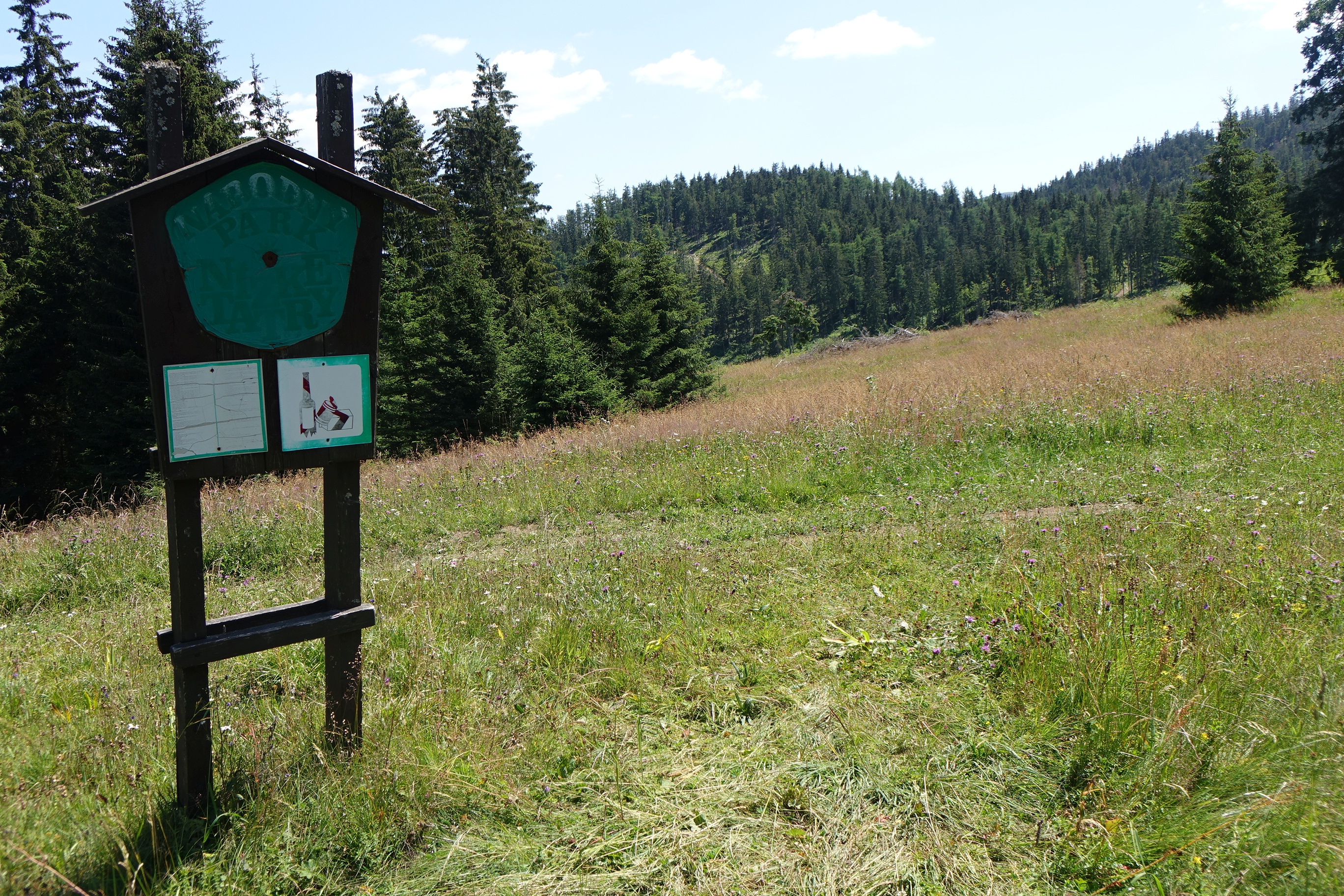
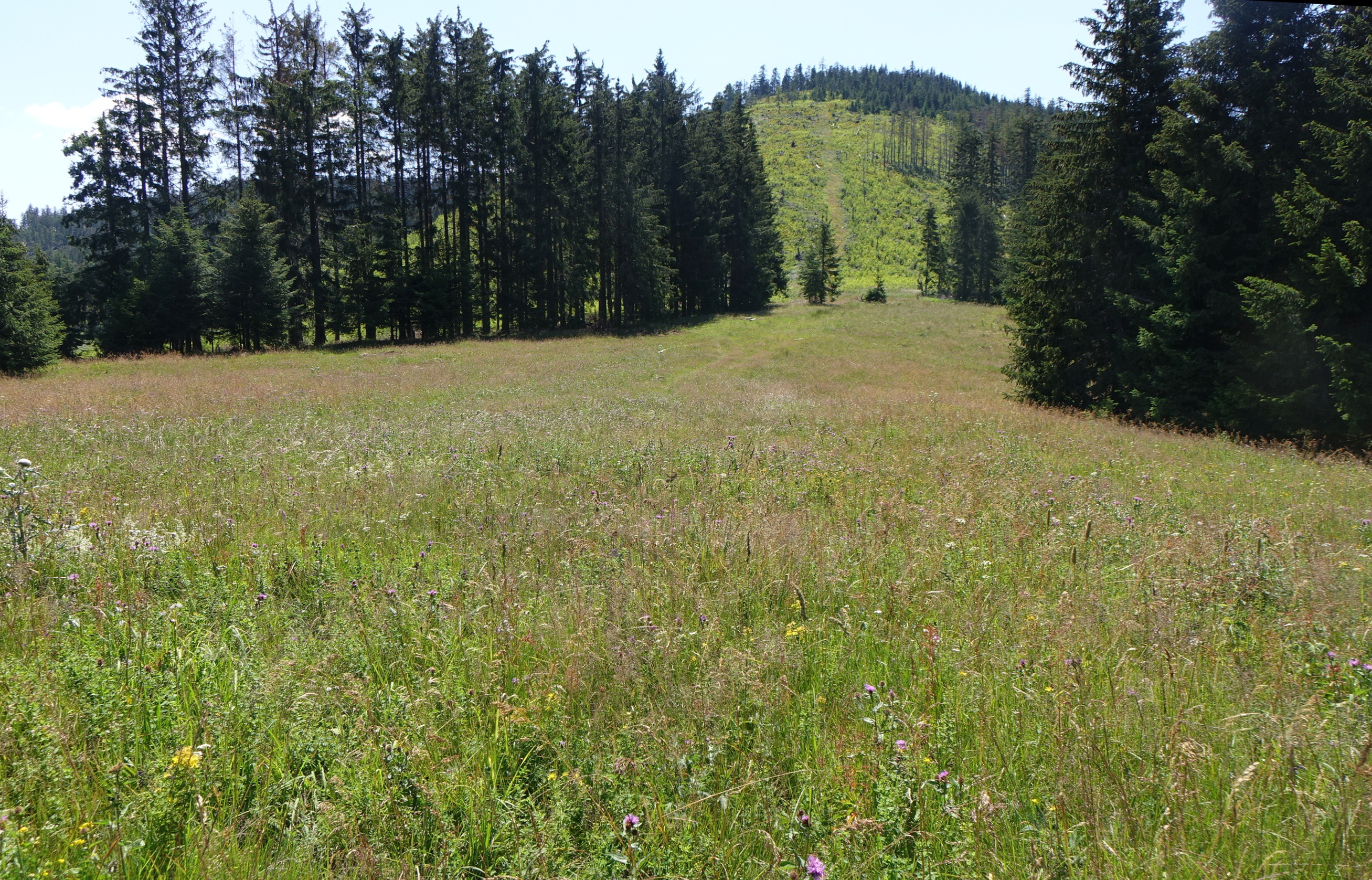
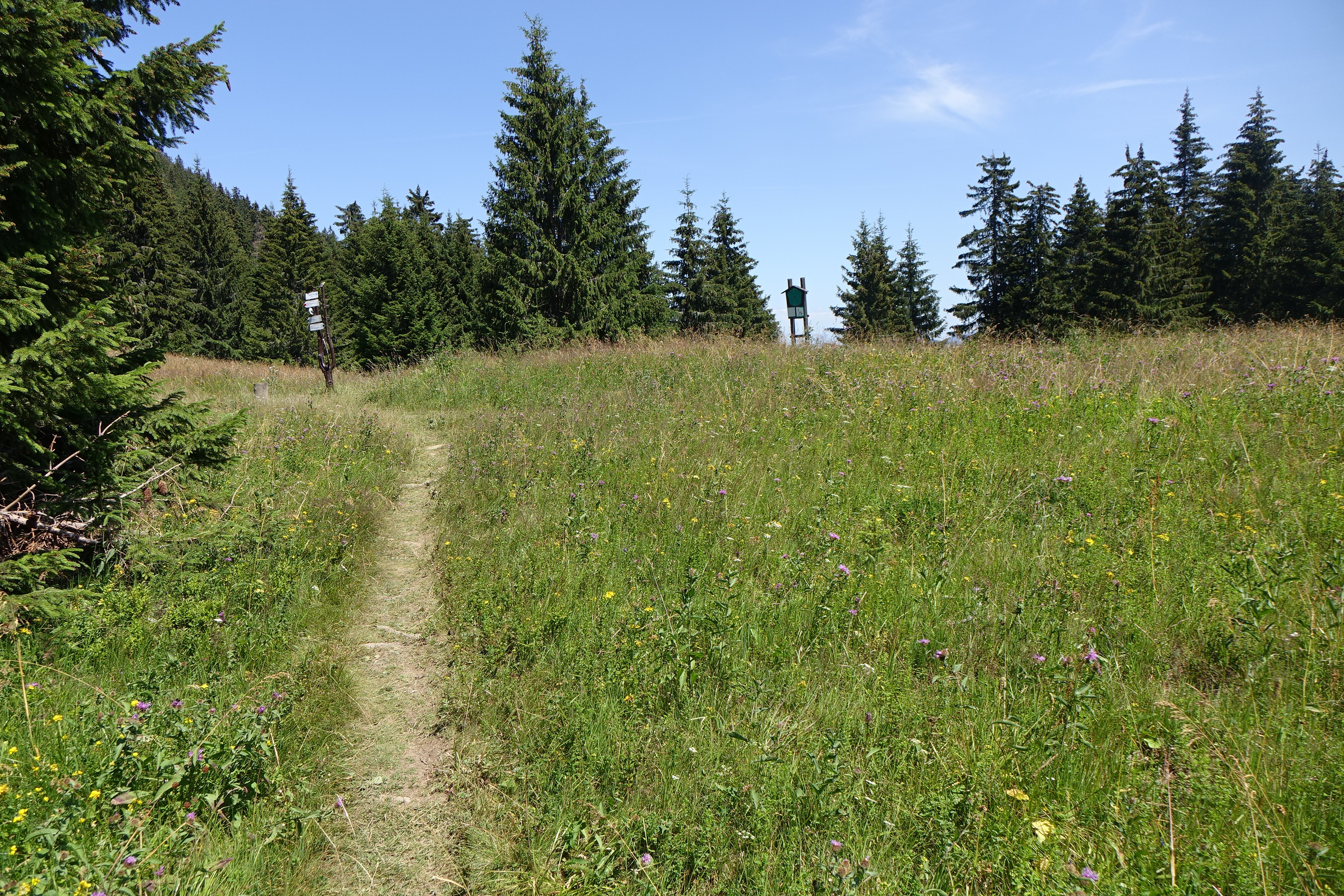
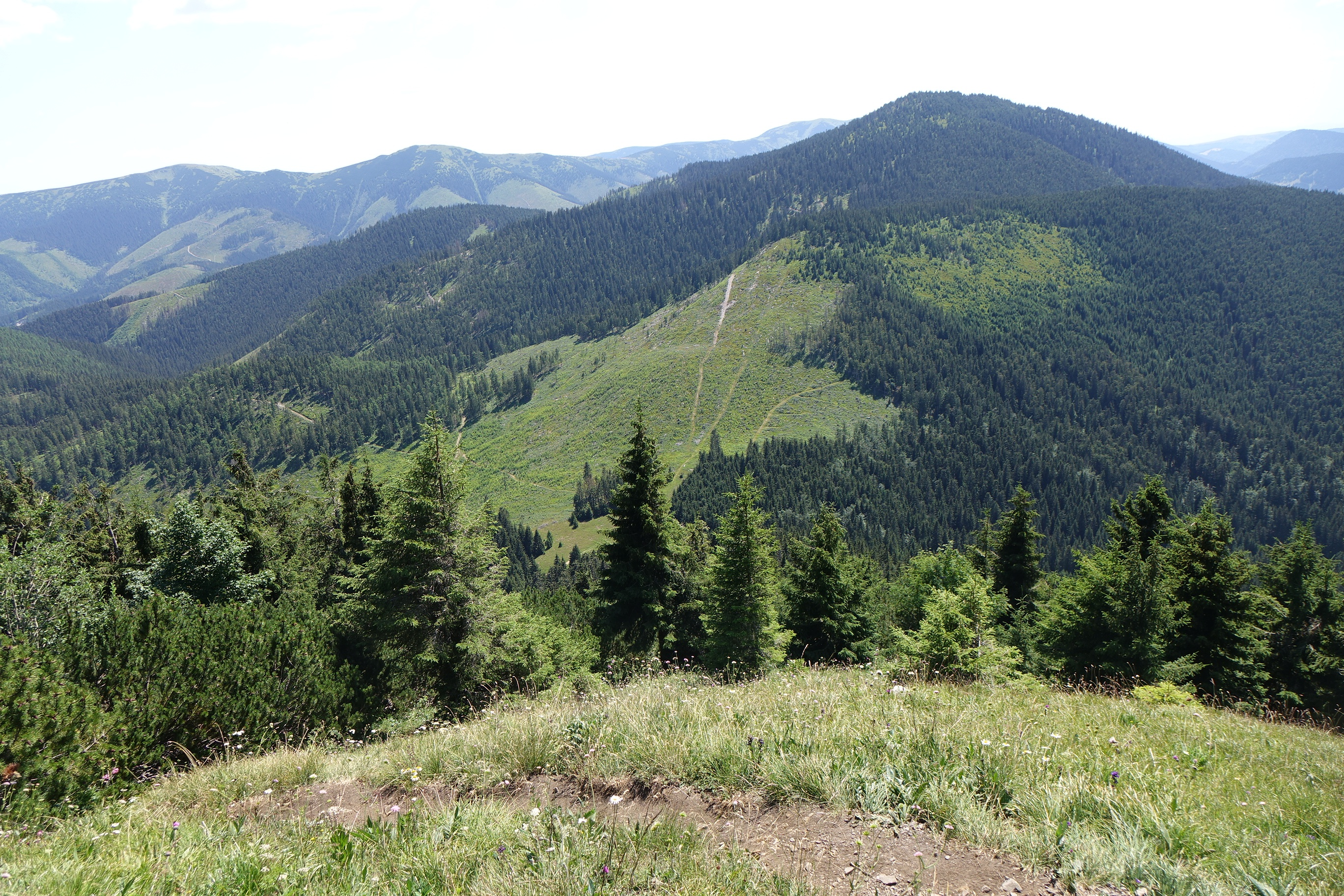